# Мэото Ива
Мэото Ива (яп. 夫婦岩) — два небольших кекура, расположенных в море у побережья района Футами (Исе), в префектуре Миэ, в Японии. Они соединены веревкой симэнава и являются объектом поклонения в близлежащем храме Футами Окитама. Согласно синто, данные скалы символизируют брачный союз между ками Идзанаги и Идзанами. Поэтому они также прославляют браки между мужчиной и женщиной как таковые. Соединяющая скалы веревка весит больше тонны и должна меняться несколько раз в году, в ходе особой церемонии. На символизирующей мужчину большей скале расположены небольшие тории.

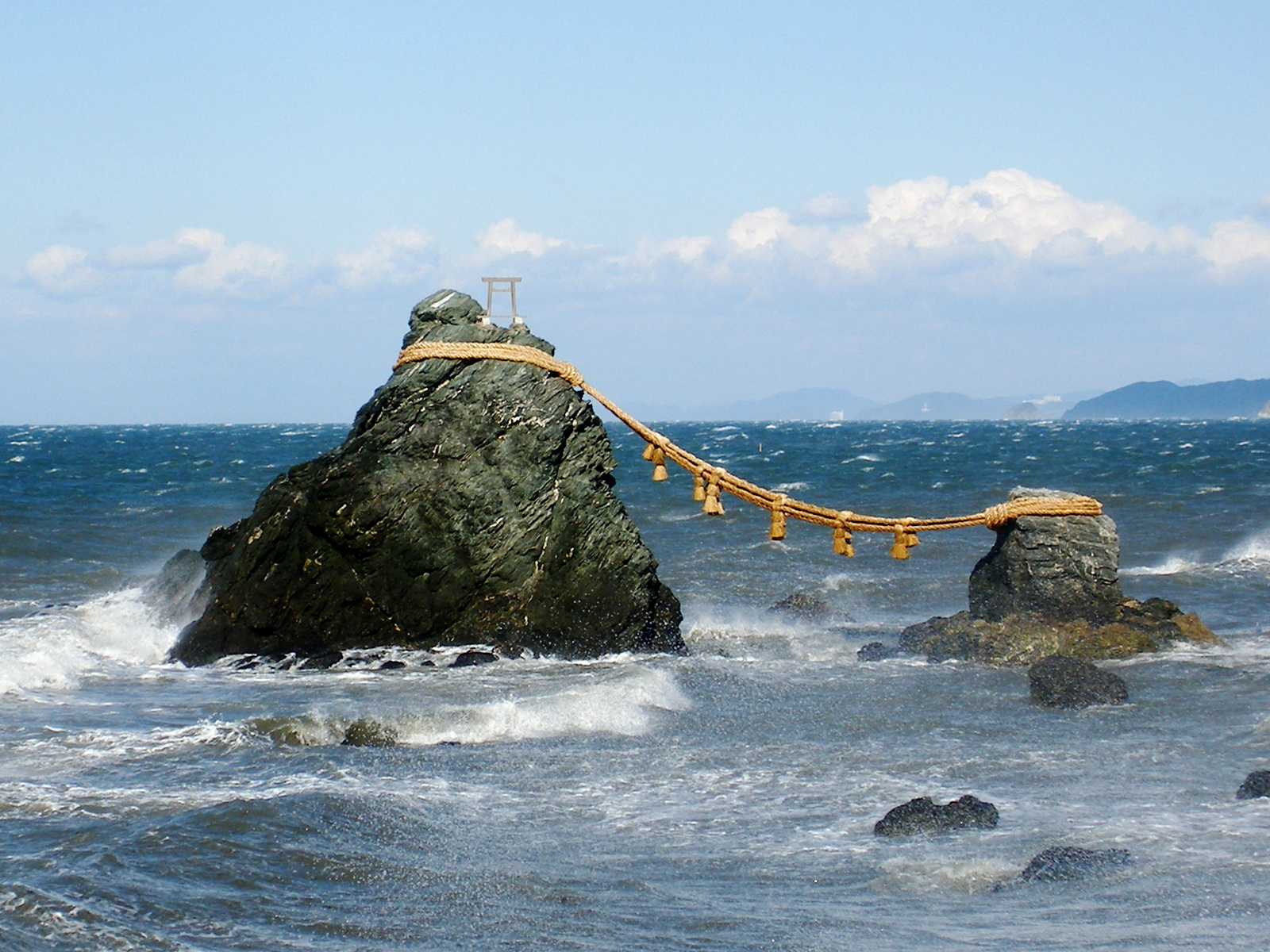
Мэото Ива, супружеские скалы

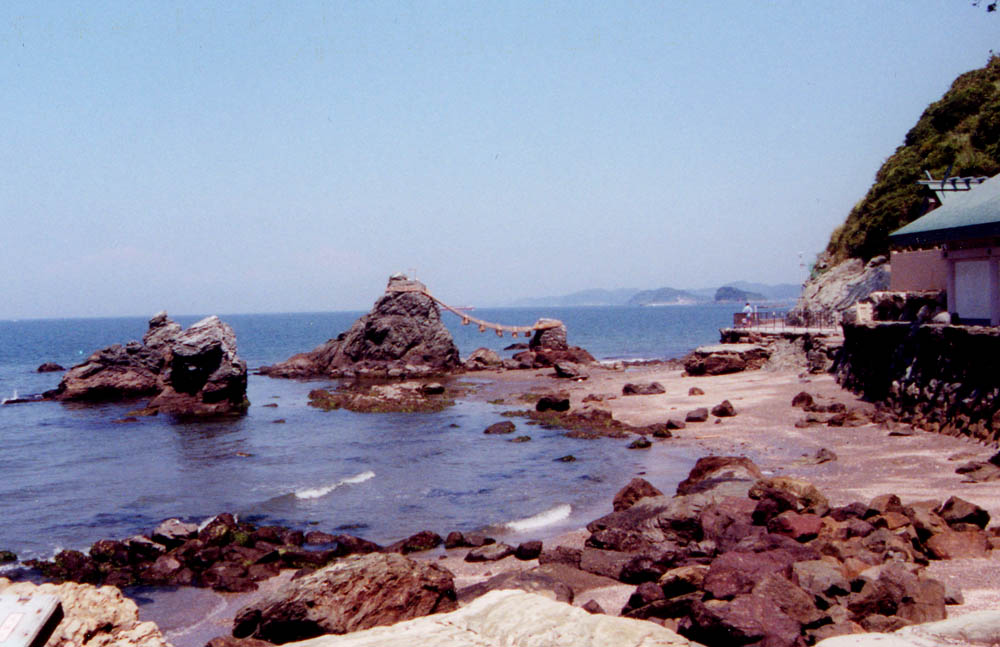
Мэото Ива. В отлив море отступает от земли вокруг камней

Лучшим временем для обозрения скал является летний рассвет, во время которого солнце встаёт между скалами. Вдалеке можно увидеть гору Фудзи, а благодаря малому приливу скалы не разделяются водой. Храм Окитама и две скалы Мэото Ива расположены поблизости от главного святилища Исэ, наиболее важного места для синто.